# Paul Kooiker
Paul Kooiker (Rotterdam, 1964) is een Nederlandse conceptuele fotograaf.
Kooiker studeerde aan de School voor Fotografie en Fotonica in 's-Gravenhage en de Rijksacademie in Amsterdam. Hij won in 1996 de Prix de Rome. In 2009 werd de A. Roland Holst-Penning aan hem toegekend.

## Publicaties
- 1999 Hunting and fishing (Basalt, ISBN 9075574134)
- 2004 Showground (Basalt en Van Zoetendaal, ISBN 907557424X)
- 2005 Hooked (Hotel New York en Van Zoetendaal, ISBN 9080523534)
- 2006 Seminar (Van Zoetendaal, ISBN 9075574282)
- 2008 Black Meat (Archivo)
- 2008 Room Service (Van Zoetendaal, ISBN/EAN 9789072532022), verschenen in een Engelstalige- en een Japanstalige editie
- 2009 Crush (Museum Boijmans van Beuningen, ISBN/EAN 9789069182391)
- 2011 Sunday (Van Zoetendaal, ISBN/EAN 9789072532077)
- 2012  Heaven (Van Zoetendaal, ISBN/EAN 9789072532138)
- 2015 Nude animal cigar (Idea Books, ISBN 9490800287)